# Hop (film)
Hop je americký animovaný komediální film režiséra Tim Hilla. Ve filmu se objevili James Marsden, Russell Brand, Kaley Cuoco, Hank Azaria, Gary Cole, Elizabeth Perkins, David Hasselhoff, Chelsea Handler, Hugh Laurie, Tiffany Espensen, a Hugh Hefner.

## Obsazení
- James Marsden jako Frederick "Fred" O'Hare
- Kaley Cuoco jako Samantha "Sam" O'Hare
- Gary Cole jako Henry O'Hare
- Elizabeth Perkins jako Bonnie O'Hare
- Tiffany Espensen jako Alexandra "Alex" O'Hare
- David Hasselhoff jako Himself
- Chelsea Handler jako Mrs. Beck
- Dustin Ybarra jako Cody
- Russell Brand jako Hoff Knows Talent
- Russell Brand jako E.B.
- Hank Azaria jako Carlos
- Hugh Laurie jako Mr. Bunny
- Hugh Hefner jako Playboy Mansion